# Жанлис, Фелисите де
Стефани́-Фелисите́ Брюлар, графиня де Жанли́с, маркиза де Силлери (фр. Stéphanie Félicité Brûlart, comtesse de Genlis, marquise de Sillery), урождённая Дюкре́ де Сент-Обе́н (du Crest de Saint-Aubin; 25 января 1746, Исси-л'Эвек, Франция — 31 декабря 1830, Париж, Франция) — французская писательница, автор сентиментальных романов, пользовавшихся широкой популярностью во всей Европе («Адель и Теодор, или Письма о воспитании», «Вечера в замке, или Уроки морали применительно к детскому возрасту» и др.). Воспитательница детей в семье герцога Шартрского, в том числе будущего короля французов Луи-Филиппа I и его младшей сестры Аделаиды. Константин Батюшков назвал прозу графини де Жанлис «катехизисом молодой девушки».

## Биография
Родилась в родовом бургундском имении Шансери (Champcery) в дворянской семье Пьера-Сезара дю Кре (в 1751-57 гг. носил титул маркиза де Сент-Обен) и Марии-Франсуазы-Фелисите Може де Мезьер. Образование получила поверхностное. В 15 лет вышла замуж за Шарля-Алексиса Брюлара де Силлери, графа де Жанлиса (1737—1793) (потомка канцлера Николя Брюлара де Силлери). Супруг её, служивший в армии полковником, в 1765 г. унаследовал титул маркиза де Силлери (Сийери). Собственно имение Жанлис было в 1772 году продано генералу д’Омону и спустя два года стало центром нового герцогства Вилькье-Омон.
По протекции тётки, мадам де Монтессон, фаворитки (и будущей супруги) герцога Орлеанского, 26-летнюю Жанлис приняли в 1772 году компаньонкой герцогини Шартрской, невестки герцога Орлеанского. Одновременно мужу Жанлис пожаловали должность капитана гвардии герцога Шартрского. К этим двум должностям полагалось размещение во дворце Пале-Рояль, а также содержание в размере 6000 ливров для мужа и 4000 ливров для жены. Сразу после вступления в должность графиня де Жанлис начала флиртовать с герцогом Шартрским, и уже летом того же года, когда герцогиня отправилась на лечение на воды в Форж, эти отношения достигли пика своей страсти. Их плодом стала дочь Памела Симс (за которой во время революции ухаживали Демулен и Барер; в 1792 году вышла замуж за ирландского лорда Фицджеральда).
Герцог Шартрский — впоследствии известный гражданин Эгалите — так пленился её красотой и умом, что сделал её воспитателем своих детей. Педагогом она оказалась энергичным и довольно оригинальным; она учила, забавляя посредством волшебного фонаря, домашнего театра и прочего; сильно налегала на гимнастику; не давала своим воспитанникам ни минуты свободы, чтоб подумать и осмотреться. Отчасти чтобы оправдать своё положение в глазах света, она стала писать педагогические и детские книжки: «Образовательно-воспитательный театр» (Théâtre d'éducation, 1779—1780), «Адель и Теодор, или письма о воспитании» (Adèle et Théodore ou lettres sur l'éducation, 1782); «Перед сном во дворце, или правила морали в отношении детей» (Les veillées du château ou cours de morale à l’usage des enfants, 1784). Писала живо и довольно умно, но с напускной чувствительностью, которая в то время очень нравилась.
В самом начале революции, из-за своих связей с Эгалите и Пале-Роялем, играла довольно видную роль, посещала якобинский клуб и сблизилась с Петионом, а позднее с Дюмурье. Ещё в 1789 г. она издала книгу «Советы по воспитанию королевского наследника» (Conseils sur l'éducation du Dauphin), в конституционном духе. Когда революция разгорелась, она эмигрировала из Франции и жила в Бельгии, Швейцарии и Германии. Муж её, представлявший дворянство на Генеральных штатах 1789 года, окончил жизнь на гильотине в дни якобинского террора. В 1795 г. она издала в Гамбурге роман «Рыцари Лебедя, или двор Карла Великого» (Les Chevaliers du Cygne ou la cour de Charlemagne; 2-e изд., Париж, 1805 г.), очень понравившийся публике.
В 1801 году она была вычеркнута из списков эмигрантов; Наполеон Бонапарт, надеясь, что она будет всецело служить его правительству, назначил ей большую пенсию и отвёл квартиру в библиотеке арсенала, но за книгу «История Генриха Великого» (Histoire de Henri le Grand) y неё отняли и то и другое. После возвращения Бурбонов пенсия ей была возвращена, и она стала довольно видной представительницей реакции против идей XVIII в. После «Рыцарей лебедя» она написала множество романов и повестей, которые сейчас же переводились на иностранные языки.
В 1825 году Жанлис издала свои записки под заглавием «Воспоминания Фелиции» (Souvenirs de Félicie), в которых много интересных анекдотов, но чувствуется самодовольство ограниченности. Как человек Жанлис была далека от того ореола строгой нравственности, которым она пыталась окружить себя под старость: в своё время она очень любила пожить, стремилась везде блистать и играть роль, и не задумывалась над средствами.

## Характеристика творчества
В некоторых из произведений Жанлис преобладает якобы «моральный» интерес, в других — якобы исторический; но моральные заглавия и нравоучительные сентенции не мешали ей рисовать при случае довольно фривольные положения и картины, а исторического у ней, кроме имён и годов, почти ничего нет. Тон её сочинений несколько слащавый; содержание их интересно и разнообразно, иногда довольно фантастично. Лучшим из её произведений считается «Mademoiselle de Clermont» (1802), сюжет которого взят из светской, хорошо ей знакомой жизни.
Кроме романов, Жанлис писала книги педагогические и моральные, комедии, мелодрамы (между прочим, облекла в драматическую форму некоторые сюжеты из священной истории, например «Иосиф, узнанный братьями»), путешествия, критические обозрения и т. д., всего до девяноста томов.
Педагогическое и художественное творчество Жанлис отразилось в оценках, суждениях и упоминаниях в произведениях А. С. Пушкина, Ф. М. Достоевского, Н. В. Гоголя, Л. Н. Толстого и Н. С. Лескова, А. И. Куприна и др. Белинский, называя Жанлис «почтенной старушкой» и «лицемерной богомолкой», охарактеризовал её как «замечательнейший и забавнейший синий чулок», прославившийся в XVIII веке сентиментально-моральными романами: «У неё на первом месте была мораль и её неизбежная спутница — скука».
Её нравоучительный роман «Альфонсо и Далинда, или Волшебство искусства и натуры» упоминается в «Униженных и оскорблённых» (1861) Ф. Достоевского как «волшебная повесть»; воспоминание о романе вызывает у героя восторг.

## Переводы на русский
Переведённые на русский язык её романы пользовались популярностью, некоторые выдержали по два-три издания. Каталог Смирдина называл её 54 произведения, переведённые на русский язык, например:
- Дух. — Москва, 1808.
- Осада Ла-Рошели, или Несчастие и совесть / пер. И. В. Иванова. — Москва, 1808.
- Маленькие эмигранты, или Переписка детей. — Москва, 1811.
- Альфонсина, или Материнская нежность. — Москва, 1815.
- Девица де Ла Файет, или Век Людовика XIII / пер. И. В. Иванова. — Москва, 1815—1816.
- Иоанна французская», историческая повесть. — Москва, 1816.
- Петрарка и Лаура. — Москва, 1822.
- Госпожа Ментенон. — Орёл, 1825.

Комедии:
- Слепая в Спа / перевод Елизаветой Титовой.[9]

## Образ в культуре
Фелисите де Жанлис стала персонажем романа Хилари Мэнтел «Сердце бури» (1992). У Николая Лескова есть рассказ «Дух госпожи Жанлис».